# 水ドラ25
『水ドラ25』（すいドラトゥウェンティーファイブ、すいドラにじゅうご）は、2020年7月16日から毎週木曜日の深夜1時台（水曜日深夜25時台）にテレビ東京系で放送されている連続ドラマ枠。
2021年3月までは1:28 - 1:58、2021年4月からは18分前倒しで1:10 - 1:40、2021年10月からは10分前倒しされ1:00 - 1:30に放送されている。

## 作品

### 2020年
| # | 放送期間           | 作品                      | 原作             | 主演           | 備考                                     |
| - | ------------------ | ------------------------- | ---------------- | -------------- | ---------------------------------------- |
| 1 | 7月16日 - 9月3日   | おしゃ家ソムリエおしゃ子! | かっぴー         | 矢作穂香       | 第1弾作品。 続編は、「ドラマ25」で放送。 |
| 2 | 9月10日 - 11月26日 | 闇芝居(生)                | アニメ「闇芝居」 |                | オムニバスドラマ                         |
| 3 | 12月3日 - 24日     | 東京デザインが生まれる日  |                  | モトーラ世理奈 |                                          |

### 2021年
| # | 放送期間            | 作品                                   | 原作                                      | 主演                | 備考                             |
| - | ------------------- | -------------------------------------- | ----------------------------------------- | ------------------- | -------------------------------- |
| 4 | 1月7日 - 3月25日    | テレビ演劇 サクセス荘3                 | 原案：松田誠 （ネルケプランニング）       | 和田雅成 ほか       | 前作・前々作は「木ドラ25」で放送 |
| 5 | 4月8日 - 6月24日    | ラブコメの掟〜こじらせ女子と年下男子〜 |                                           | 栗山千明            | -                                |
| 6 | 7月8日 - 9月9日     | 八月は夜のバッティングセンターで。     | 原案：アカツキ 「八月のシンデレラナイン」 | 関水渚 仲村トオル   | -                                |
| 7 | 9月16日 - 11月4日   | 東京放置食堂                           |                                           | 片桐はいり          | -                                |
| 8 | 11月11日 - 12月30日 | JKからやり直すシルバープラン           | 林達永（原作） 李惠成（作画）             | 鈴木ゆうか 小宮璃央 | -                                |

### 2022年
| #  | 放送期間            | 作品                                                                       | 原作       | 主演       | 備考                                                                                             |
| -- | ------------------- | -------------------------------------------------------------------------- | ---------- | ---------- | ------------------------------------------------------------------------------------------------ |
| 9  | 1月6日 - 27日       | 僕を主人公にした漫画を描いてください! それをさらにドラマ化もしちゃいます!! |            | 町田啓太   | -                                                                                                |
| 10 | 2月3日 - 3月31日    | ダメな男じゃダメですか?                                                    | 大盛のぞみ | 町田啓太   | -                                                                                                |
| 11 | 4月7日 - 5月26日    | ソロ活女子のススメ2                                                        | 朝井麻由美 | 江口のりこ | 前作は「ドラマ25」で放送。 Paraviでは2022年3月31日より、ひかりTVでは4月1日より全話一挙先行配信。 |
| 12 | 6月2日 - 7月21日    | ザ・タクシー飯店                                                           |            | 渋川清彦   |                                                                                                  |
| 13 | 7月28日 - 9月29日   | 僕の姉ちゃん                                                               | 益田ミリ   | 黒木華     | Amazon Prime Videoにて2021年9月24日より全話一挙先行配信                                          |
| 14 | 10月6日 - 13日      | 直ちゃんは小学五年生（第2シリーズ）                                        | -          | 杉野遥亮   | 前作は「ドラマ25」で放送                                                                         |
| 15 | 10月20日 - 12月22日 | キス×kiss×キス ～メルティングナイト～                                      | -          |            | オムニバスドラマ。1話2本立て。 dTVにて2022年10月12日より1週間独占先行配信。                      |

### 2023年
| #  | 放送期間            | 作品                                                                 | 原作       | 主演               | 備考 |
| -- | ------------------- | -------------------------------------------------------------------- | ---------- | ------------------ | --- |
| 16 | 1月5日 - 2月23日    | それでも結婚したいと、ヤツらが言った。                               | -          | 鈴木ゆうか         | - |
| 17 | 3月2日 - 23日       | とりあえずカンパイしませんか?                                        | -          | 白石聖             | - |
| 18 | 4月6日 - 6月22日    | ソロ活女子のススメ3                                                  | 朝井麻由美 | 江口のりこ         | Paraviにて2023年4月1日より第4話まで独占先行配信、第5話以降は1週間先行配信。、第5話以降は1週間先行配信。 |
| 19 | 7月6日 - 8月24日    | 週末旅の極意 〜夫婦ってそんな簡単じゃないもの〜 （第1シリーズ）      | -          | 観月ありさ         | 続編となる『週末旅の極意2〜家族って近くにいて遠いもの〜』は、「木ドラ24」で放送（主演：石田ひかり）     |
| 20 | 8月31日 - 10月5日   | 沼オトコと沼落ちオンナのmidnight call 〜寝不足の原因は自分にある。〜 | -          | 原因は自分にある。 | |
| 21 | 10月12日 - 12月28日 | 君に届け                                                             | 椎名軽穂   | 南沙良 鈴鹿央士    | Netflixにて2023年3月30日より全世界独占配信                                                              |

### 2024年
| #  | 放送期間            | 作品                                            | 原作                                    | 主演                        | 備考 |
| -- | ------------------- | ----------------------------------------------- | --------------------------------------- | --------------------------- | --- |
| 22 | 1月11日 - 3月14日   | 推しを召し上がれ 〜広報ガールのまろやかな日々〜 | 宮木あや子 「令和ブルガリアヨーグルト」 | 鞘師里保                    | |
| 23 | 4月4日 - 6月20日    | ソロ活女子のススメ4                             | 朝井麻由美                              | 江口のりこ                  | Lemino、U-NEXTにて3月13日より全話一挙先行配信                                                                           |
| 24 | 6月27日 - 8月29日   | 青春ミュージカルコメディ oddboys                | 松田誠（原案）                          | 岡宮来夢 阿部顕嵐（7ORDER） | |
| 25 | 9月5日 - 11月21日   | ベイビーわるきゅーれ エブリデイ!                | -                                       | 髙石あかり 伊澤彩織         | 映画シリーズ『ベイビーわるきゅーれ』のドラマ化。 映画第3弾『ベイビーわるきゅーれ ナイスデイズ』公開に先立って放送開始。 |
| 26 | 11月28日 - 12月26日 | カプカプ                                        | -                                       | Sakurashimeji               | |

### 2025年
| #  | 放送期間          | 作品                    | 原作                   | 主演                | 備考 |
| -- | ----------------- | ----------------------- | ---------------------- | ------------------- | --- |
| 27 | 1月9日 - 16日     | 物産展の女〜宮崎編〜    | 桑野一弘「物産展の女」 | 平祐奈 山口紗弥加   | - |
| 28 | 1月23日 - 3月27日 | 晩餐ブルース            |                        | 井之脇海 金子大地   | - |
| 29 | 4月3日 - 6月5日   | ソロ活女子のススメ5     | 朝井麻由美             | 江口のりこ          | - |
| 30 | 7月3日 - 9月18日  | 日本統一 東京編         |                        | 本宮泰風 山口祥行   | 地上波第3弾で、第1弾「北海道編」は北海道文化放送（2022年）、第2弾「関東編」は日本テレビで放送（2023年）。 |
| 31 | 10月2日 -         | 25時、赤坂で（Season2） | 夏野寛子               | 駒木根葵汰 新原泰佑 | Season1は「木ドラ24」枠で放送。                                                                           |

## 放送局
定期ネット局
| 放送対象地域   | 放送局                | 系列           | 放送日時（JST）              | ネット状況 | 備考                                                     |
| -------------- | --------------------- | -------------- | ---------------------------- | ---------- | -------------------------------------------------------- |
| 関東広域圏     | テレビ東京（TX）      | テレビ東京系列 | 木曜 1:00 - 1:30（水曜深夜） | 制作局     |                                                          |
| 大阪府         | テレビ大阪（TVO）     | テレビ東京系列 | 木曜 1:00 - 1:30（水曜深夜） | 同時ネット | 『テレビ演劇 サクセス荘3』から同時ネット                 |
| 北海道         | テレビ北海道（TVh）   | テレビ東京系列 | 木曜 1:00 - 1:30（水曜深夜） | 同時ネット | 『ラブコメの掟〜こじらせ女子と年下男子〜』から同時ネット |
| 福岡県         | TVQ九州放送（TVQ）    | テレビ東京系列 | 木曜 1:00 - 1:30（水曜深夜） | 同時ネット | 『ラブコメの掟〜こじらせ女子と年下男子〜』から同時ネット |
| 岡山県・香川県 | テレビせとうち（TSC） | テレビ東京系列 | 木曜 1:00 - 1:30（水曜深夜） | 同時ネット | 『ソロ活女子のススメ2』から同時ネット                    |
| 愛知県         | テレビ愛知（TVA）     | テレビ東京系列 | 木曜 1:00 - 1:30（水曜深夜） | 同時ネット | 『ラブコメの掟〜こじらせ女子と年下男子〜』から同時ネット |

その他放送実績
- おしゃ家ソムリエおしゃ子! - TVQ九州放送（TXN）、山陰放送、東北放送（以上TBS系）
- テレビ演劇 サクセス荘3 - テレビ愛知、BSテレ東[注釈 5]（以上TXN）、テレビ和歌山、びわ湖放送（以上独立局）
- ラブコメの掟〜こじらせ女子と年下男子〜 - 山陰放送、東北放送（以上TBS系）、テレビ和歌山、奈良テレビ（以上独立局）、テレビせとうち（TXN）
- 八月は夜のバッティングセンターで。 - 山陰放送、テレビ山口（以上TBS系）、ミヤギテレビ（日テレ系）、奈良テレビ、テレビ和歌山（以上独立局）、テレビせとうち（TXN）
- 東京放置食堂 - びわ湖放送（独立局）、テレビせとうち（TXN）、仙台放送（フジテレビ系）、青森テレビ、熊本放送（以上TBS系）
- 僕を主人公にした漫画を描いてください!それをさらにドラマ化もしちゃいます!! - びわ湖放送（独立局）、テレビせとうち（TXN）
- ダメな男じゃダメですか? - びわ湖放送（独立局）、テレビせとうち（TXN）
- ソロ活女子のススメ2 - テレビ和歌山、奈良テレビ（以上独立局）、山陰放送（TBS系）、山口放送（日テレ系）
- ザ・タクシー飯店 - びわ湖放送、テレビ和歌山、奈良テレビ（以上独立局）、山陰放送、青森テレビ（以上TBS系）、テレビ新潟、秋田放送（以上日テレ系）
- 僕の姉ちゃん - びわ湖放送、奈良テレビ、テレビ和歌山（以上独立局）、ミヤギテレビ（日テレ系）、熊本放送（TBS系）
- 直ちゃんは小学五年生 - テレビ和歌山（独立局）
- キス×kiss×キス～メルティングナイト～ - びわ湖放送（独立局）、ミヤギテレビ（日テレ系）
- それでも結婚したいと、ヤツらが言った。 - びわ湖放送（独立局）

## ネット配信
- 『テレビ演劇 サクセス荘3』まではTELASA、J:COMオンデマンド メガパックで、『ラブコメの掟〜こじらせ女子と年下男子〜』『直ちゃんは小学三年生』『直ちゃんは小学五年生』はParavi、Amazon Prime Video、dTVで、『八月は夜のバッティングセンターで。』はParavi、Amazon Prime Video、dTV、ひかりTVで、『東京放置食堂』はひかりTVで、『JKからやり直すシルバープラン』『僕を主人公にした漫画を描いてください!それをさらにドラマ化もしちゃいます!!』、『ザ・タクシー飯店』はParavi、Amazon Prime Videoで、『それでも結婚したいと、ヤツらが言った。』『とりあえずカンパイしませんか?』はParaviで、『週末旅の極意』はU-NEXT、Amazon Prime Videoで地上波放送終了後より見逃し配信（定額見放題）を行なっている。
- 『僕の姉ちゃん』はAmazon Prime Videoにて2021年9月24日より全話一挙先行配信。
- 『ソロ活女子のススメ2』はParaviでは2022年3月31日より、ひかりTVでは4月1日より全話一挙先行配信。『ソロ活女子のススメ3』はParaviにて2023年4月1日より第4話まで独占先行配信、第5話以降は1週間先行配信。
- 『キス×kiss×キス～メルティングナイト～』はdTVにて2022年10月12日より1週間独占先行配信。
- 『君に届け』はNetflixにて2023年3月より先行独占配信。
- ネットもテレ東（公式サイト、TVer）[注釈 6]で地上波放送終了後に最新回が広告付き無料で視聴可能。